# بوابة ماندلباوم
بوابة ماندلباوم (بالعبرية: שער מנדלבאום) هو حاجز سابق بين الجانب الإسرائيلي والأردني من القدس عقب النكبة واستمرت ما بين أعوام 1949 حتى أغسطس عام 1952، وتقع إلى الشمال مباشرة من الطرف الغربي للبلدة القديمة في القدس وعلى طول الخط الأخضر، وقد أصبحت البوابة رمزا لحالة تقسيم المدينة.

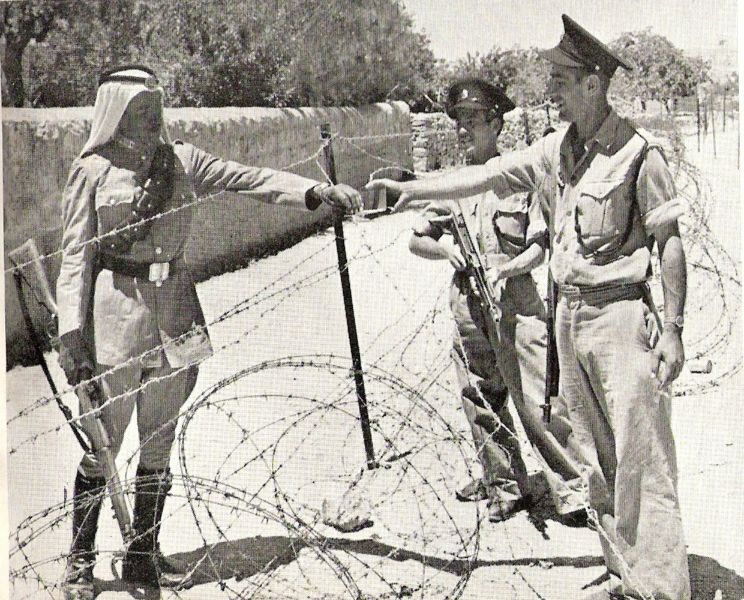
رجال شرطة إسرائيليون يلتقون عضوًا في فيلق أردني بالقرب من بوابة ماندلباوم.

بوابة ماندلباوم هي نقطة تفتيش سابقة بين الجانبين الإسرائيلي والأردني من القدس، وكانت تقع إلى الشمال مباشرة من الحافة الغربية من المدينة القديمة على طول الخط الأخضر. وقد تم نقل أول نقطة تفتيش خاصة بلجنة الهدنة المشتركة الإسرائيلية/الأردنية عند بوابة ماندلباوم، قبيل نهاية حرب 1948 بين العرب وإسرائيل في عام 1949 حتى أغسطس 1952، وذلك من الجانب الإسرائيلي للبوابة إلى المنطقة المنزوعة السلاح عقب «حادثة البرميل». وظلت نقطة التفتيش الثانية موجودة حتى حرب الأيام الستة عام 1967. وأصبحت البوابة رمزًا لحالة انقسام المدينة.

## معلومات تاريخية

### منزل ماندلباوم
تمت تسمية هذا المعبر على اسم منزل ماندلباوم، وهو مبنى مكون من ثلاثة طوابق كان موجودًا في هذا المكان من عام 1927 إلى عام 1948. وتم بناء المنزل من قِبل تاجر يهودي يُدعى سيمحا ماندلباوم، والذي قام بتربية أطفاله العشرة في المدينة القديمة، ولكنه احتاج إلى منزل أوسع لاستيعاب أبنائه المتزوجين وضيوفه. وبدلاً من البناء في المناطق الأكثر سكانًا مثل شارع يافا أو رحافيا، اختار أن يبني المنزل على قطعة أرض في نهاية شارع شموئيل هانافي، بالقرب من موقع الجدار الثالث الموجود منذ وقت الملك أغريباس. وعلى الرغم من أن ماندلباوم أراد أن يكون قدوة لباقي اليهود للبناء في هذه المنطقة وتوسيع الحدود الشمالية للقدس، إلا أن هيئة الأوقاف، التي امتلكت مساحات واسعة في المنطقة، حظرت على العرب بيع أي أراضٍ أخرى لليهود ولذلك ظل المنزل قائمًا بمفرده. وخلال انتفاضات 1929 و1936، اتخذت مجموعة هاغانا شبه العسكرية الإسرائيلية مواقع لها في المنزل لدحر العرب ليغادروا بوابة دمشق نحو أحياء ميا شياريم وبيت يسرائيل.
خلال الحرب العربية الإسرائيلية عام 1948، وقف منزل ماندلباوم بين الأحياء اليهودية والمنطقة التي تقع تحت السيطرة الأردنية. وتخلت أرملة ماندلباوم، إيستر ليبا، وأعضاء أسرتها عن المنزل بموجب إخطار من قِبل الهاغانا. بعد ذلك، استولت مجموعة الهاغانا على المبنى وصدت الهجمات الأردنية في الأحياء المجاورة حتى تم التوقيع على وقف إطلاق النار. وخلال هذه الفترة، كان سطح المنزل «محميًا» بواسطة قطع خشبية مطلية مصممة لتبدو من الأعلى مثل المدافع المضادة للطائرات. ووفقًا لاتفاق الوضع الراهن، ظل المنزل على الجانب الإسرائيلي. وفي يوليو عام 1948، هاجم الأردنيون المنزل بكمية ضخمة من المتفجرات وانهار المبنى وبداخله 35 عضوًا من الهاغانا. وبقي جزء من الجدار الأمامي مع بوابة مدخل المنزل حتى عام 1967 كنصب تذكاري لتقسيم القدس. وخارج هذه البوابة، كان يوجد المعبر الرسمي بين إسرائيل والأردن.
وبعد بضعة أيام من حرب الأيام الستة واحتلال القدس في يونيو عام 1967، أرسل العمدة تيدي كوليك معدات ثقيلة لهدم ما تبقى من منزل ماندلباوم. «عندما سأله أحد الصحفيين لماذا قمت بهذا الفعل، على الرغم من أن سلطاتك ربما لا تسمح باتخاذ مثل هذا القرار، أوضح أن هذه الفترة كانت فترة فوضى من حيث توزيع المسؤولية، وأنه لم يرد أن يترك هذا المعلم الجغرافي وجعل المنطقة بلا صاحب (مهجورة). وكان يجهل تمامًا قصة المنزل، باستثناء معرفته ببوابة ماندلباوم. وعندما سُئل عما إذا كان يعرف من هو ماندلباوم، هز كتفيه وأجاب: ’أعتقد أنه طبيب ألماني‘.»

### بوابة ماندلباوم

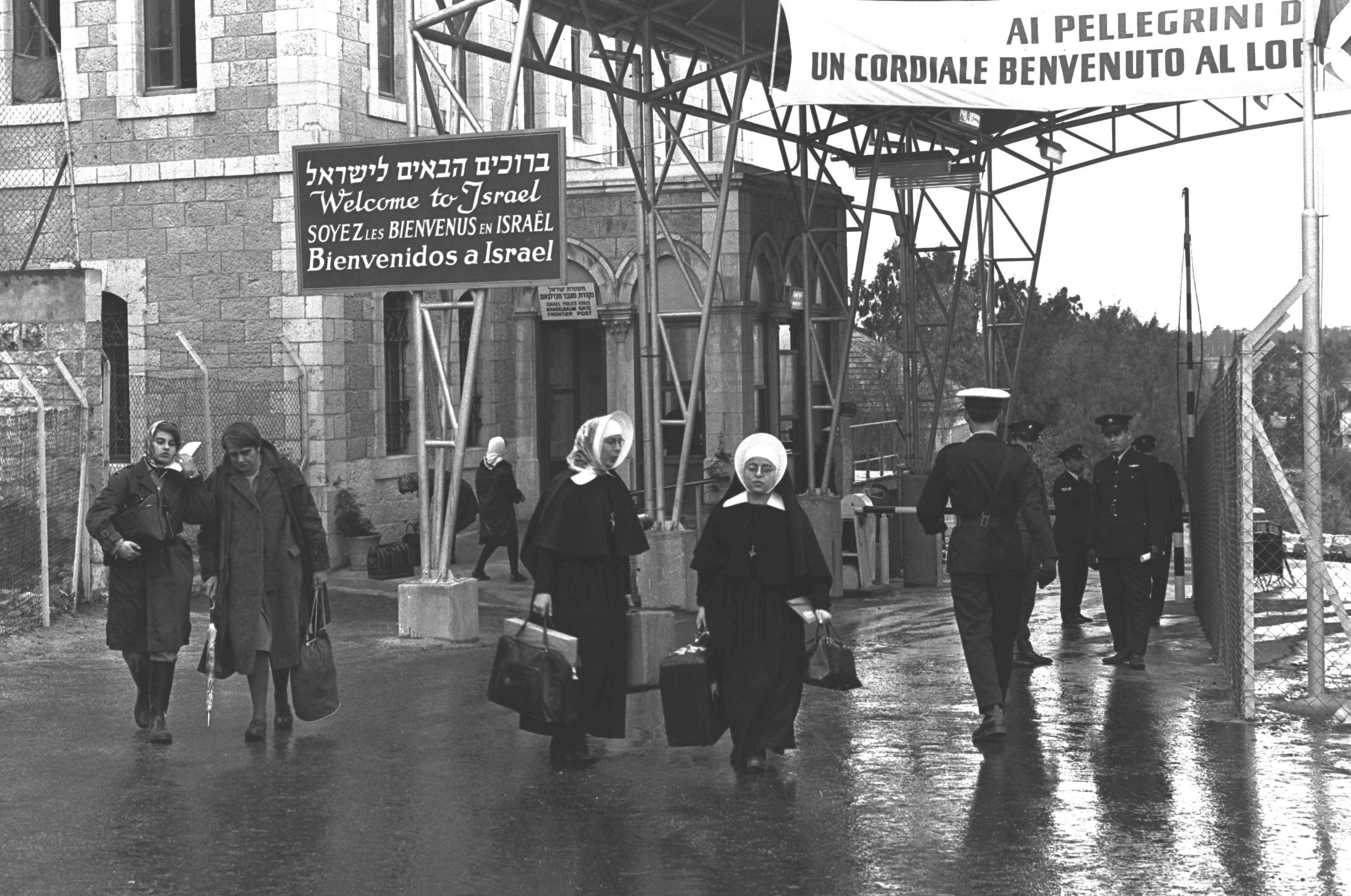
بوابة ماندلباوم وهي قيد العمل عام 1955.

تم تحديد موقع نقطة التفتيش عند مدخل المدينة من قِبل الجيش العربي الأردني عقب انسحاب القوات البريطانية في مايو 1948. ودفع الأردنيون المدافعين اليهود إلى الغرب وخارج منطقة الشيخ جراح.
واستخدم رجال الدين والدبلوماسيون وموظفو الأمم المتحدة 50 يارد (46 م) البوابة للعبور من خلال الحاجز الخراساني والأسلاك الشائكة بين القطاعين، ولكن المسؤولين الأردنيين سمحوا فقط بالعبور في اتجاه واحد لحركة المرور غير الرسمية. ولم يتم السماح لأي شخص يحمل الختم الإسرائيلي في جواز سفره بالمرور. وسمح الأردنيون لقافلة إمدادات تأتي مرتين في الشهر بالمرور من القطاع الإسرائيلي للوصول إلى ممتلكات اليهود في جبل المشارف والعبور السنوي في احتفالات عيد الميلاد للمسيحيين الإسرائيليين الذين يحجون إلى بيت لحم. في عام 1964، تم اتخاذ ترتيبات خاصة للإسرائيليين لتحية البابا بولس السادس أثناء عبوره من الأردن إلى إسرائيل عند بوابة ماندلباوم. وكانت المواقع الأصلية للجامعة العبرية ومستشفى هداسا بشكل تقني تحت حماية الأمم المتحدة، ولكن على الرغم من «اتفاقية جبل المشارف»، لم يُسمح بإعادة فتح هذه المؤسسات.

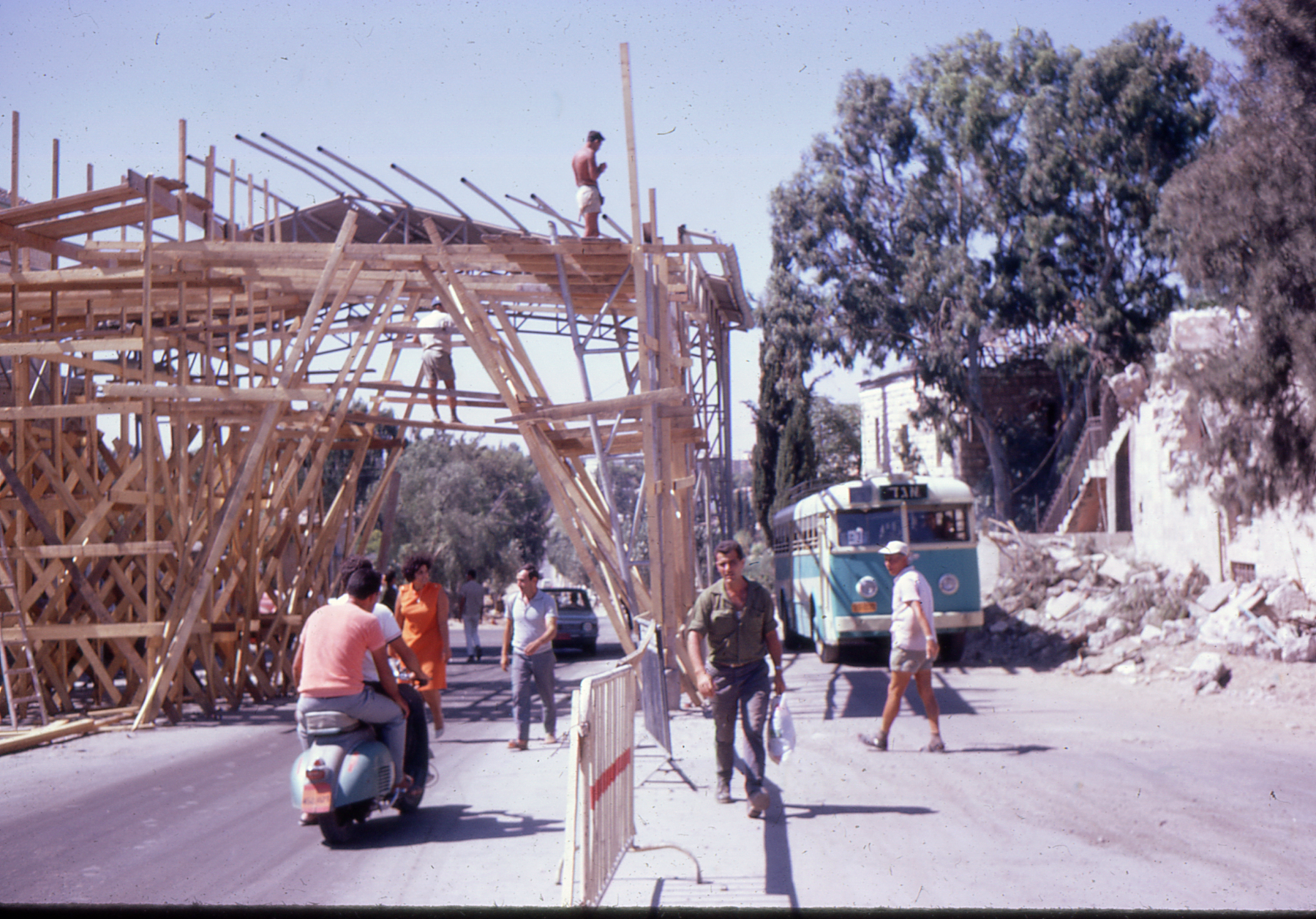
خلع بوابة ماندلباوم.

كان آخر شخص يمر عبر البوابة الصحفية الأمريكية فلورا لويس، وذلك قبيل اندلاع حرب الأيام الستة في يونيو1967. وقد دخلت القوات الأردنية الحرب في 5 يونيو، مع القصف الهائل للقطاع الإسرائيلي للمدينة.
واستولت القوات الإسرائيلية على الجزء الأردني من القدس في غضون يومين، وسرعان ما هدموا بوابة ماندلباوم. وبقيت فقط علامة تاريخية.

## وصلات خارجية
- Photo of Mandelbaum House under construction in the late 1920s